# Flying Petals
Flying Petals is een muziekalbum van de Amerikaanse toetsenist Kit Watkins. De muziekalbums van Watkins worden al jaren uitgegeven door obscure platenmaatschappijtjes of door hem zelf; hetgeen hier het geval is.

## Musici
- Kit Watkins – alle instrumenten behave:
- Amir Bachiri – synthesizer (3)
- David Torn – gitaar (5)

## Composities
1. Signals in
2. Flying Petals
3. Time can talk
4. Neptune Goddess
5. Bowells of the agency (Bush lied mix)
6. Todi K
7. Dragon breath
8. Loganut
9. When flight paths emerge
10. Savannah 13
11. Call of the Z’Antuu
12. Mood swang (codemix)
13. Signals out